# Coelocarcinus foliatus
Coelocarcinus foliatus is een krabbensoort uit de familie van de Portunidae. De wetenschappelijke naam van de soort is voor het eerst geldig gepubliceerd in 1930 door Edmondson.